# Etiopska lakota 1983 - 1985
Etiopijo je od leta 1983 do 1985 prizadela velika lakota. Najhujša lakota, ki je prizadela državo v zadnjem stoletju, je povzročila 1,2 milijona smrtnih žrtev. Štiristo tisoč civilistov je zapustilo državo, 2,5 milijona ljudi pa je bilo notranje razseljenih. Skoraj 200.000 otrok je osirotelo.
Po podatkih Human Rights Watch je več kot polovico umrljivosti lakote moč pripisati »zlorabam človekovih pravic, zaradi katerih se je lakota pojavila prej, udarila močneje in se razširila dlje, kot je sicer bilo pričakovano«. Druga področja Etiopije so iz podobnih razlogov doživela lakoto, kar je povzročilo na deset tisoče dodatnih smrtnih žrtev. Lakota kot celota se je zgodila desetletje po začetku etiopske državljanske vojne.
Lakota v letih 1983–1985 se najpogosteje pripisuje suši in podnebnim pojavom. Vendar je organizacija Human Rights Watch zatrdila, da je do razširjene suše prišlo nekaj mesecev po začetku lakote. Po navedbah te organizacije in Oxfam UK je lakote, ki so prizadele Etiopijo med letoma 1961 in 1985, zlasti tiste v letih 1983–1985, v veliki meri povzročila vladna politika, natančneje niz tako imenovanih protiuporniških strategij (proti gverilskim vojakom Ljudske osvobodilne fronte Tigraj) in za "družbeno preobrazbo" na neuporniških območjih (proti prebivalcem pokrajin Tigraj, Vollo in podobno).    